# 西川傳右衛門 (初代)
初代西川 傳右衛門（にしかわ でんえもん、寛永4年（1628年） - 宝永6年2月（1709年3月））は、江戸時代初期、蝦夷地に進出した近江商人西川傳右衛門家の初代。越後に生まれ、西川家本拠の近江で育った。屋号は近江八幡で松前屋・松前（現北海道松前郡松前町）では住吉屋と称した。

## 略歴

### 西川家
近松文三郎著『西川貞次郎』によれば、西川家は元六角家の家臣で永禄年間に近江国蒲生郡津田村（現近江八幡市津田）に居住した市往右兵衛尉吉久を祖とし、後に八幡山城下に移転、西川と姓を改め、右兵衛尉吉久の子吉春（寛文3年8月（1670年9月死去）の次男傳右衛門が分家して「西川傳右衛門家」になったとしている。
一方、貞享2年（1685年）に書かれた『先祖書き（滋賀大学経済学部附属資料館保管西川傳右衛門家文書）』では、『蒲生郡津田村の住人西川宇右衛門が正親町院の用を務めた時に市往右兵衛尉吉久と改名、後に安土から八幡為心町に居住した。右兵衛尉吉久の子右兵衛義重には越後出身の妻妙願と八幡新町九良右衛門の娘妙意の二人の女房がおり、初代傳右衛門は義重と妙願との間の次男として寛永4年（1628年）越後高田に生まれた』としている。
傳右衛門の生年は寛永3年（1627年）とし、出生地は八幡、南津田村とする資料もある。本稿では生年・出生地共に『先祖書き』に従うこととした。なお、義重と妙願の間に生まれた長男の家が「西川長右衛門家」、同三男の家が「西川傳兵衛」として傳右衛門家と同様に分家した。

### 行商から松前出店
傳右衛門、諱は正隆と称した。少年の頃から父にならって行商に出、6百匁を元手とし越後を中心に荒物（箒・塵取りなどの簡単な家庭用品）・菓子を取り扱い、利益を得てから商品を呉服太物に変え北陸地方から奥羽方面へと行商先を広げた。偶々、越後において蝦夷松前での行商に利があることを聞き、慶安3年（1650年）蝦夷の福山（現松前町字福山）・江差（現檜山郡江差町）・箱館（現函館市）への行商を始め、上方の産物を販売した結果数年で巨利を得るに至った。
『惣記事概略（滋賀大学経済学部附属資料館保管西川傳右衛門家文書）』によれば、『慶安年間（1648年-1651年）商業の為渡島国津軽郡福山に渡来し、松前藩家老職である下国安芸守の周旋により小松前町に商店を開き、これを住吉屋傳右衛門と呼んだ』と記載されている。なお、慶安年間下国安芸は既に老職（家老）の職にはおらず、元家老職であったのではないかとも言われているが、いずれにせよ傳右衛門は下国安芸と言う松前藩有力者の力添えで松前に出店し、そのことを深く感謝し、国構えの中に一（下の字の第一画）の字を記した商標（ナカイチと呼ばれている）は下国安芸への謝意を表したものと言われている。

### 松前藩御用達から漁場請負（場所請負）
下国安芸の信用を勝ち取った傳右衛門は早々に松前藩御用達となり、千石船・五百石船を建造し自家の船で物産輸送を取り扱うなど一代で松前屈指の豪商になった。下国安芸より『蝦夷の利は海産にあり、奥地に踏み入り漁場を開いて之を内地に輸送すれば、一に国益、二に自家の利なり。』と説かれ、傳右衛門自ら奥地に入り、アイヌ人と接し、『忍路高島両漁場沿革（滋賀大学経済学部附属資料館保管西川傳右衛門家文書）』によると寛文7年（1667年）頃までに高島（現小樽市高島）・忍路（オショロ）の地を選んで漁場を開いたとされる。なお、漁場請負は元文5年（1740年）から宝暦（1755年）の間とする資料もある。いずれにせよ、延宝9年（1861年）の資料によると材木の買い付け等を行い近江に送っており、初代傳右衛門の時には未だ漁場経営は本格的には行われていなかった。
傳右衛門は順次請負漁場を改良し、出店の庶務を整理し、故郷近江に帰っては家政を修め、一代で40数度近江・蝦夷地を往復したとされる。隠居するまで毎年の交易と出店経営も自ら行い、支配人が蝦夷地に置かれたのは漸く2代目傳右衛門の時になってからだった。元禄9年（1696年）初代傳右衛門は隠居し、2代傳右衛門昌興が西川傳右衛門家当主となった。傳右衛門隠居後の元禄14年（1701年）、長年の功に対して松前藩侯より名字帯刀が許され、加えて御先手格二十人扶持の藩士待遇を与えられた。
宝永6年2月（1709年3月）死去した。近江八幡市の円満寺には、初代傳右衛門が奉納した千石船模型と千石船絵馬額が保存されている。